# Gossamer Condor
Gossamer Condor er navnet på det første menneskedrevne fly, der var i stand til at flyve en længere, kontrolleret distance.
Flyet, der var designet af Paul MacCready, gennemførte den 23. august, 1977 en 8-tals formet rute på 1,6 km med Bryan Allen ved pedalerne. Dermed vandt det "Kremer-prisen" på 50.000,- £. 
Holdet bag fortsatte arbejdet med at udvikle muskeldrevne fly, og mindre end to år senere lykkedes det holdet, at flyve efterfølgeren Gossamer Albatross over Den Engelske Kanal.